# 林縣 (愛阿華州)
林縣（英語：Linn County）是美國愛阿華州東部的一個縣。面積1,877平方公里。根據美國2000年人口普查，共有人口191,701。縣治錫達拉皮茲 (Cedar Rapids)。
成立於1837年12月21日。縣名紀念代表密蘇里州的聯邦參議員劉易斯·菲爾茨·林 (Lewis Fields Linn)。